# Roger el Poitevino
Roger el Poitevin también Roger de Poitou (c. 1065-1123), fue un noble caballero anglonormando, conde de Lancaster y Arundel, señor de Montgomery y de La Marche.
Era el tercer hijo de Roger de Montgomery, conde de Shrewsbury y Mabel de Bellême. La denominación «el Poitevino» se debe a su matrimonio con una heredera de Poitou.
Roger adquirió un gran señorío en Inglaterra, con tierras en Salfordshire, Essex, Suffolk, Nottinghamshire, Derbyshire, Lincolnshire, Hampshire y el Norte de Yorkshire. La parte principal del Señorío estaba formada por lo que entonces se conocía como inter Mersam et Ripam, es decir, «entre el Mersey y el Ribble» y se ubica entre Lancashire, Merseyside, y el Gran Mánchester. Después de 1090, asumió también el título de señor de Bowland.

## El Señorío de Roger se extiende más allá del Ribble hasta Cumberland
En torno a 1091, Roger, el cuñado de Roger, Boso, fallece, pero Roger estaba más preocupado con los asuntos normandos e ingleses, y el tío de su esposa, Odo, se convirtió en conde de La Marche.
En 1092 Roger adquirió gran parte de lo que ahora es el norte de Lancashire. Estas propiedades proporcionaron a Roger control efectivo sobre todas las tierras entre el Río Ribble y el Lune, que conformaban una frontera efectiva entre sus posesiones inglesas y las fuertemente disputadas fronteras escocesas en Cumberland. Gracias a las antiguas vías de comunicación que funcionaban a lo largo de la Bahía de Morecambe, Roger también asumió la autoridad sobre las regiones de Furness y Cartmel; éstas siguieron formando parte de Lancashire hasta el año 1974. La expansión de los territorios de Roger siguió a su apoyo a la invasión de Cumbria lanzada por Guillermo II en 1092, gobernadas por Dolfin de Carlisle, posiblemente como vasallo del Malcolm Canmore. Dolfin fue expulsado y la frontera anglo-escocesa se situó al norte de Carlisle.
Roger también adquirió el gran Honor de Eye en Suffolk.

## 1088 y posterior

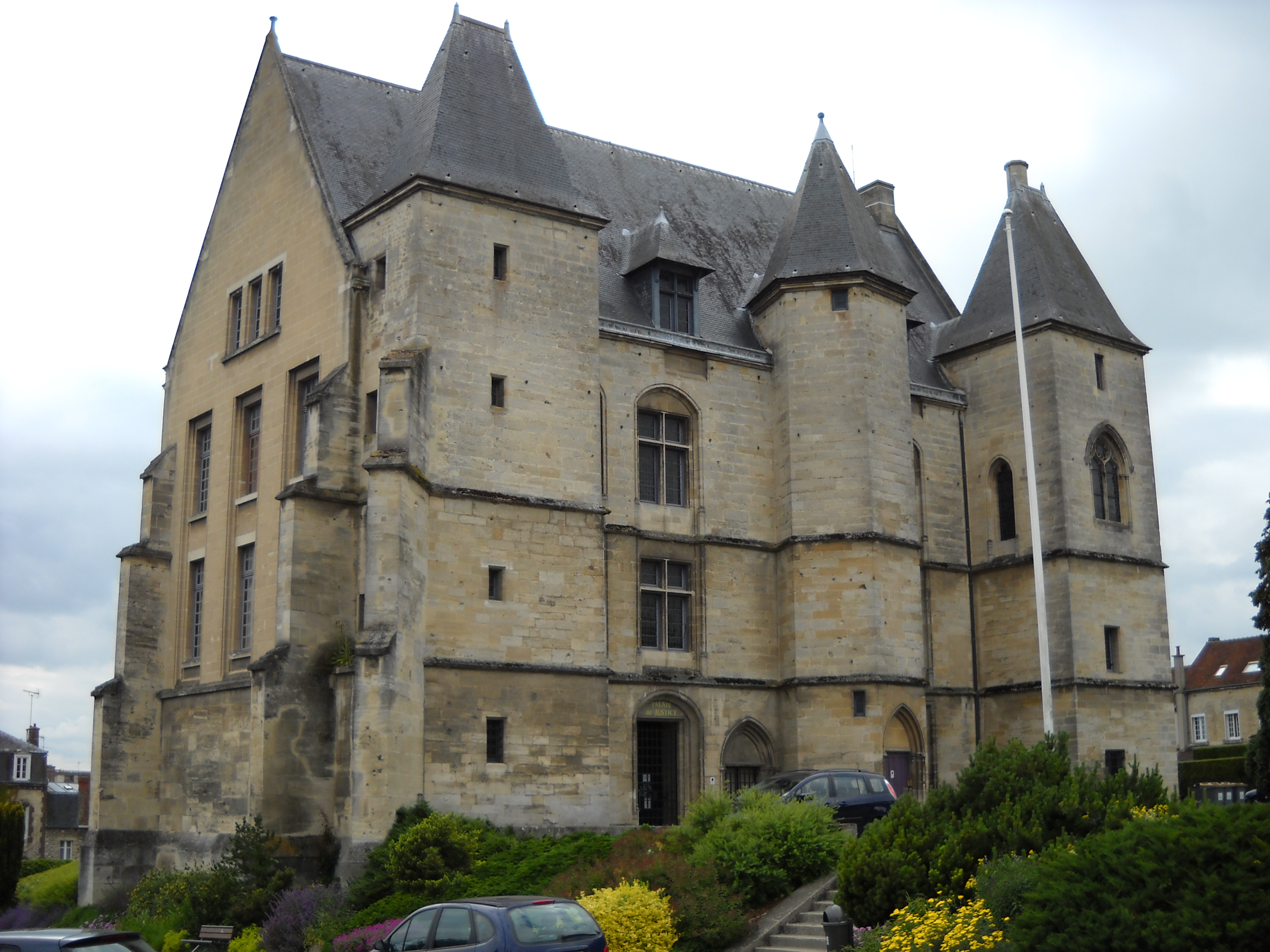
Castillo en Argentan

En 1088, organizó un ejército junto a Alan Rufus y Odo de Champagne, contra Guillermo de St-Calais, obispo de Durham, a petición de Guillermo Rufus cuando el obispo se vio implicado en una revuelta contra el trono. Roger también negoció con el obispo en nombre del rey antes del juicio del obispo.
En 1094 Rufus envió a Roger para guardar el castillo en Argentan en Normandía, pero Roger lo entregó a Felipe I de Francia en el primer día de asedio; Roger y sus hombres fueron retenidos para lograr el pago de rescate y compraron su libertad. Aunque Felipe era aliado de Curthose, se cree que esta acción no fue tanto una traición a Rufus, como el resultado del doble vasallaje de Roger al rey de Francia y el de Inglaterra. Roger no perdió sus tierras inglesas por esta acción, pero no volvió a ocupar puestos relevantes en el gobierno de Rufus a partir de entonces. Roger siguió siendo leal a Rufus, pero en 1102 se unió a la fallida rebelión de sus hermanos contra Enrique I de Inglaterra en favor de Robert Curthose. Como resultado Roger perdió sus posesiones inglesas, y el rey puso las ubicadas en Craven en manos de Robert de Romille.
Roger se trasladó entonces a las posesiones de su esposa en la región de Poitou. El tío de Almodis, Odo, fue destituido como conde de La Marche en 1104, y posteriormente los hijos de Roger y Almodis son mencionados como condes. En 1109, Roger fue autorizado a regresar brevemente a la corte inglesa de Enrique I, aunque no recuperó sus posesiones anteriores. Después de 1109, Roger parece haber perdido interés en el gobierno de La Marche, o haber perdido el poder, ya que sólo se le menciona una vez en documentos de La Marche, mientras que su esposa y sus hijos ostentaban la autoridad en la región.

## Herencia
Antes de 1086, se casó con Almodis, hija del Conde de Aldebert II de La Marche, en la región de Poitou, y hermana y la presunta heredera del conde Boso III fallecido sin hijos y soltero. Fruto de esa relación nacieron varios hijos:
- Amélie de Montgomery (c. 1090-?);
- Pontia de la Marche (de Montgommerie), heredera de La Marche (c. 1091-1136). Esposa de Vulgrin II 'Taillefer', conde d'Angoulême (c. 1089-1140);
- Aldebert III de Montgommery, conde de La Marche (c. 1095-?);
- Avice de Montgomery, condesa de Lancaster y Nottingham (c. 1095-1149). Esposa de William Peverell el Joven;
- Boso de La Marche;
- Odo II de La Marche;